# Кондырев, Лев Николаевич
Лев Николаевич Кондырев (1910 или 18 февраля [3 марта] 1910, Тула — 2002) — русский советский поэт.

## Биография
Печататься начал в 1938 году.
Участник Великой Отечественной войны.
Первые сборники стихов — «Огонь» и «Смелое сердце», вышедшие в 1942 году, посвящены темам Великой Отечественной войны. После демобилизации жил и работал в Новосибирске, затем в Москве. Последующие сборники: «Стрела» (1946), «Жар-птица» (1947), «Мастера» (1949), «Лучшему другу» (1950), «Стихи и песни» (1955), «Вихри» (1958), «Небо в реке» (1960) и др.
После лирических миниатюр («Подорожник», 1946, «Глобус», 1947, «Колосья», 1948, цикл «Мастера», 1949, и др.) обратился к более развернутым поэтическим формам («Дорога уходит в море», 1959; «Соль земли», 1962, и др.). Поэма «Повесть романтических лет» (1958, отд. изд. 1962) рассказывает о героической борьбе молодежи в годы гражданской войны. Ездил по стране в творческие командировки
После выхода постановления "О журналах «Звезда» и «Ленинград» в Новосибирске 20 сентября 1946 года на городском собрании писателей и журналистов заместитель заведующего отделением пропаганды и агитации обкома А. М. Ремова обвинил редакцию журнала «Сибирские огни» в том, что наряду с удачными произведениями журнал публикует произведения, искажающие советскую действительность. В числе критикуемых были упомянуты стихи Льва Кондырева, наиболее ярко выражающие «безыдейность, аполитичность, оторванность от жизни». Докладчика поддержали А. Л. Коптелов, Альберт Лисовский, заступилась за поэта А. Герман. Сам Кондырев обвинил Е. Стюарт в косноязычии, назвал её стихотворения «порочными», А. Л. Коптелова за чрезмерный натурализм в изображении войны в книге «Родная кровь».
Написал книжки для детей: «Огоньки» (1947), «Пушистые питомцы» (1950) и др.
Пародию на стихи Кондырева
— Отсель, — сказал геодезист, —
Грозить мы будем бездорожью!
написал Александр Иванов
На берегу пустынных волн
Стоял я,
Тоже чем-то полн...
<…>
И мне подумалось : я буду
Грозить издателям отсель!
Похоронен на Ваганьковском кладбище (колумбарий).

## Песни на стихи Л. Кондырева
Популярны песни, написанные Кондыревым в содружестве с композиторами: 
- З. Компанейцем («Кружевница и кузнец», 40-е; «Москва-красавица», 1950; «Засверкала роса», 1958)
- В. Левашовым («Хорошо нам с тобою», 1960; «В родном Ярославле», 1970; «Шесть орденов комсомола», 1970), «Песня о Новосибирске» — один из символов города[6]
- В. Лавриненко («Зеленый горошек», 50-е)
- А. Лепиным («На далекие земли» 50-е)
- К. Листовым («Песня о космической Чайке», 1965)
- Л. Лядовой («Фестивальный вальс», «Молчанье», 1950-1955; «Сибирь, Сибирь», 1955-1960; «Песня о фронтовой юности», «В полёте опять космонавты», 1965-1970)[7]
- Б. Мокроусовым («Ромашка», 50-е; «Матросы Байкала», 1958)
- В. Мурадели («Волжская песня о Ленине», 1950; «Славу мудрой партии поем», «Марш советских патриотов», 1954)
- С. Туликовым («Советская Россия», «Над Москвой-рекой», 1954)
- М. Табачниковым («На улице Палихе», 1951)
- Б. Терентьевым («Уснули речные лиманы»)
- В. Жубинской («Песня мечтателей», 1960), и др.[8],[9].

В 1980-х гг. с поэтом тесно сотрудничал композитор С. Зубковский, написавший девять песен на стихи Л. Кондырева:
- «Алёнка»
- «Люблю тебя, Сибирь», исп. Игорь Лебедев с хором (1984)
- «Молчанье (Женихи)»[10]
- «Не было»
- «Песня об Ульяновске»
- «Песня романтиков», исп. Игорь Лебедев (1984)
- «Скороговорка» (Жил в селении Ушка)[10]
- «Утро столицы»
- «Фестивальный вальс»